# Luftrenare

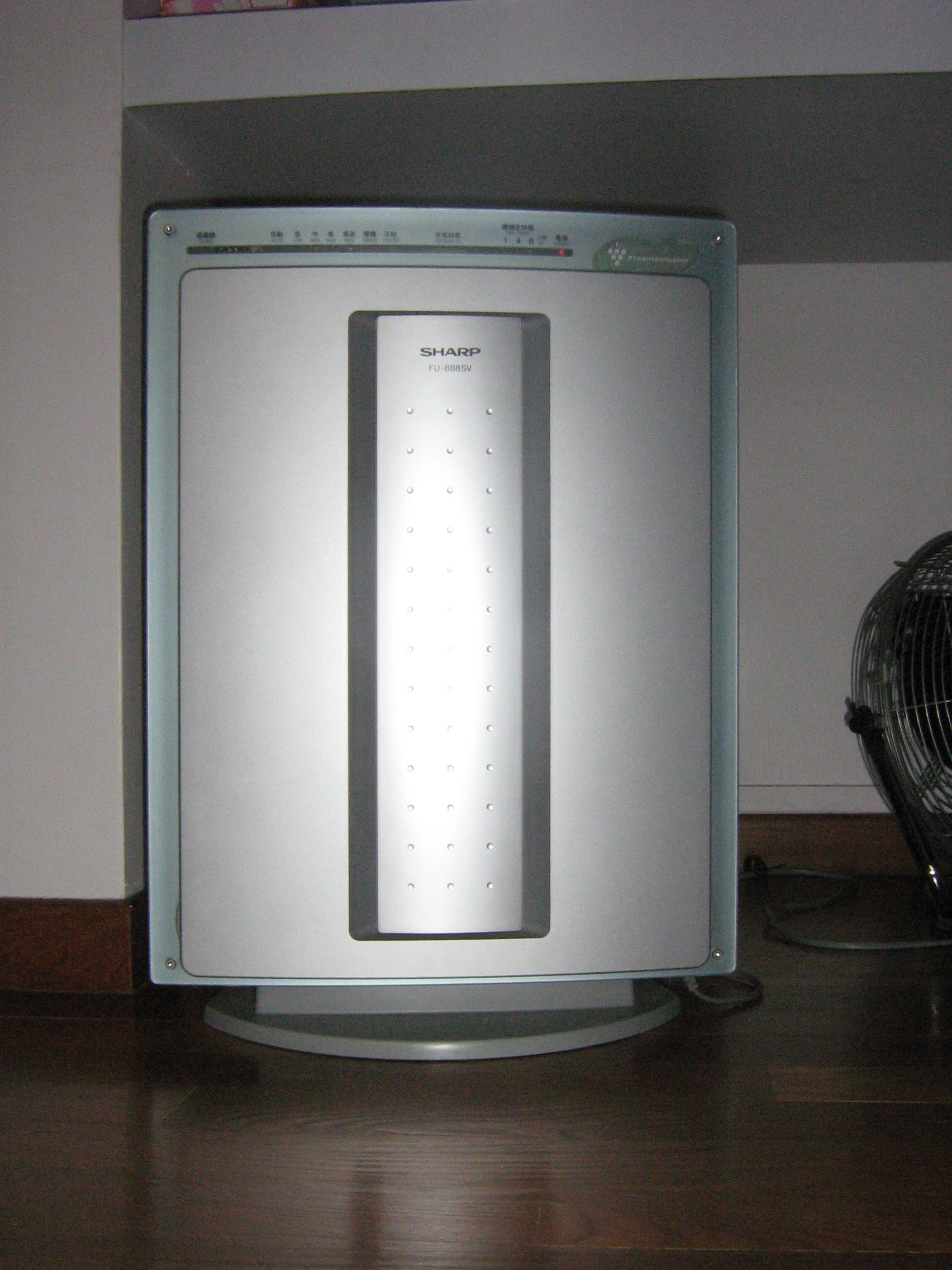
En luftrenare av typen Sharp FU-888SV Plasmacluster.

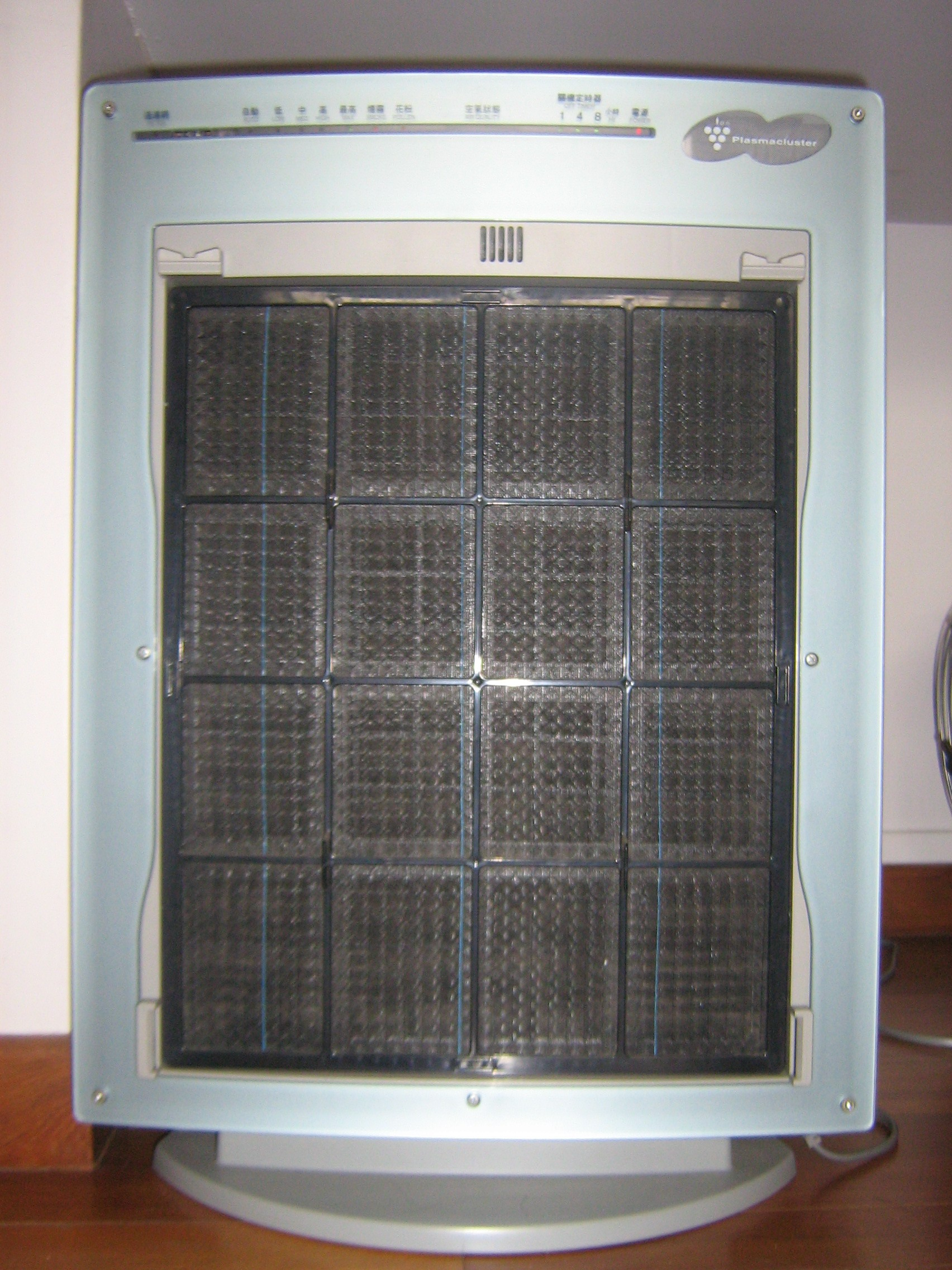
Samma luftrenare fast med locket borttaget.

Luftrenare är utrustning som används för att rena luften från farliga partiklar.
Enligt den amerikanska tidskriften Consumer Reports (publicerat 2015) renar luftrenaren luften på specifika ämnen, men den tar inte bort alla farliga ämnen. I testet visade det sig vara skillnad på olika modeller, där en del till och med släppte ut farliga ämnen. För att en luftrenare med filter ska fungera tillfredsställande är det viktigt att byta ut filtret i den enligt tillverkarens rekommendationer.

## Luftrenare avlägsnar partiklar
Luftrening är ett begrepp som används för dels ventilation samt mobila enheter placerade i rum. 
Partiklar som renas med luftrenare anges ofta i olika storlekar:
- Nanopartiklar, cirka 0,0001-0,05 µm, som motsvarar bland annat större gasmolekyler, mindre virus eller metallstoft
- ultrafina partiklar, cirka 0,05-0,1 µm, som omfattar bland annat oljedimma, större virus, större metallstoft, tobaksrök
- submikrona partiklar cirka 0,1-1 µm, som omfattar bland annat bakterier, tobaksrök
- grova partiklar, större än 1 µm, som omfattar till exempel hushållsdamm, pollen och synlig smuts

Partiklar som är 40µ eller större är synliga för ögat.
Partiklar är fasta föremål och kan vara allt från millimetrar i storlek till en miljondels millimeter. Storleken avgör om de förekommer svävande i luften eller om de sjunker. En stor mängd partiklar kommer in med utomhusluften. Hur mycket partiklar som kommer in beror på vilket ventilationssystem byggnaden har, om det finns otätheter och hur byggnaden vädras. Partiklar kan även uppstå inomhus, exempel är tobaksrök, gaslågor i spisar, brinnande ljus, matlagning, textilier, städning med mera. En stor del av partiklarna inomhus är hudpartiklar från dem som bor eller vistas i lokalerna. Hur människan påverkas av partiklar beror på mängden, storleken och förekomsten av hälsoskadliga ämnen i eller på partikelns yta. Inomhusluften bör ha så låga halter av partiklar som möjligt.
Luftrenare kan indelas i olika klasser - mekaniska filter, elektrostatiska filter, plasmakluster samt hybrider.

## Mekanisk luftrening
Genom att driva luften genom olika filter med hjälp av fläktar renas den mekaniskt. Filter kan till exempel vara tillverkade av glasfiber eller papper. Hur mycket luftrenaren klarar att rena beror på hur kraftig fläkt, vilka filter och hur stor fläktyta som används. En vanlig luftrenare bearbetar cirka 300 m³/h.
Olika filterreningsgrader brukar anges för att bestämma graden av mekanisk luftrening. 
- ULPA-filter renar 99,999 procent av partiklarna från diameter 0,001 µm. >0,12 µm
- HEPA-filter renar 99,97 procent av partiklarna från diameter 0,3 µm.

Även andra filter finns, men ovanstående är de vanligaste i samband med luftrenare.

## Elektrostatisk luftrening
Elektrostatisk luftrening innebär att man genom jonisering laddar luften innan man filtrerar den. Genom att ladda luften elektriskt får man partiklarna att klumpa ihop sig och de blir då både större och tyngre och faller till marken och kan dammsugas upp eller torkas upp med trasa. Många luftrenare som använder joniseringsteknik har någon form av kollektor i/på produkten. Kollektorn är positivt laddad och drar därför åt sig de negativt laddade partiklarna som fastnar på kollektorn.
Joniserande luftrenare som inte bara laddar partiklarna, utan även själva luften, kan bilda luftförorenande ozon. Problemet är känt och de produkter som finns på marknaden ska uppfylla branschstandardens krav när det gäller ozonutsläpp. 2010 uppmärksammade Astma- och Allergiförbundet att det fanns joniserande luftrenare där de oönskade partiklarna inte fastnade i ett filter, utan föll ned i rummet för att senare städas upp.

## Aktivt kol
Genom att komplettera luftreningen med filter som innehåller aktivt kol, antingen i form av kolfiltermattor eller med kol i granulatform, kan luftrenaren även avlägsna lukter och farliga gaser.

## Andra tekniker i luftrenare
Det finns även andra tekniker som används för att rena luften, som att använda värme, UV-ljus, ozon och även luftrening med växter förekommer.

## Utveckling av luftrening för hemmet
Under 1800‑talet och fram till 1950‑talet utvecklades luftrening främst för att skydda yrkesmän som brandmän med individuell luftrening, och luftrening för hela rum utvecklades först för militär och industriell verksamhet. HEPA‑filter utvecklades under andra världskriget för bland annat Manhattanprojektet
Läkaren Alvan Barach och William Hall från Donald Deskey Associates utvecklade mot slutet av 1950‑talet en luftrenare för hembruk. Konstruktionen lät luft passera genom ett elektrostatiskt fält och filter, fuktade och avfuktade den därefter växelvis innan den behandlade luften återfördes till omgivningen. De tog patent på luftrenaren 1961. Donald Deskey Associates sålde patentet till J. H. Emerson Company, grundat av  Alvan Barachs medarbetare Jack Haven Emerson, men det är oklart huruvida konstruktionen serieproducerades.
De västtyska bröderna Klaus Hammes och Manfred Hammes utvecklade 1963 den första kommersiellt sålda hemluftrenaren. Den hade ett HEPA‑filter.
Utvecklingen mot hemluftrening snappades tidigt upp i romanform av den ingenjörsutbildade electroluxtjänstemannen och författaren Sven Fagerberg. Visionärt skildrade han i Kostymbalen, utgiven redan 1961 men huvudsakligen skriven på 1950‑talet, hur en socialt ansvarsfull företagsledare inriktar företaget på en luftrenare.

## Renare luft utan luftrenare
Alternativ till att få bättre och renare inomhusluft är att städa och dammsuga, eftersom damm samlar partiklar. God ventilation är viktigt för tillföra frisk luft. Särskilt heltäckningsmattor och stoppade möbler kan innehålla farliga partiklar. Luften kan även uppfattas som renare om man sänker inomhustemperaturen. (Gröna) växter kan ta upp många farliga ämnen och ge ifrån sig syre, även om effekten är osäker i sammanhanget.